# It’s a Real Good Feeling
It’s a Real Good Feeling ist ein Lied von Peter Kent, das im November 1979 als Single erschien und 1980 auch auf dem Album The Dream Machine Part 1 & 2 veröffentlicht wurde. Es war Peter Kents einziger Nummer-eins-Hit in Deutschland, der aber auch die Top Ten in Österreich und der Schweiz erreichte.

## Entstehung und Inhalt
Das Lied wurde von Harald Steinhauer und Bernie Paul (als Vincent Promo) geschrieben und von Steinhauer produziert. Der Popsong weist deutliche Elemente der Disco-Musik auf. Der Protagonist preist die „Magie“ seiner neuen Liebesbeziehung, die ihn zwar auch aus der Bahn wirft, aber für die er dennoch „betteln und stehlen“ würde.

## Veröffentlichung und Rezeption
Die Single erschien im November 1979 bei EMI Electrola. Auf der B-Seite befindet sich der Titel Carrie. It’s a Real Good Feeling erreichte Platz eins der deutschen Singlecharts und war vom 12. April bis 20. April 1980 zwei Wochen dort platziert, insgesamt war er 34 Chartwochen notiert. In Österreich erreichte er Platz drei (24 Chartwochen) und in der Schweiz Platz fünf (neun Chartwochen). In den Niederlanden kam er auf Platz 32 (sieben Chartwochen), in Belgien (Flandern) auf Platz acht (zwölf Wochen) und in Schweden auf Platz 18 (drei Wochen). Der Song war auch auf zahlreichen Kompilationen enthalten.
Am 25. Februar 1980 führte Peter Kent das Lied bei disco im ZDF auf. Günther Sigl von der Spider Murphy Gang spielte den E-Bass.
Chartplatzierungen
| ChartsChartplatzierungen | Höchstplatzierung | Wochen |
| ------------------------ | ----------------- | ------ |
| Deutschland (GfK)        | 1 (34 Wo.)        | 34     |
| Österreich (Ö3)          | 3 (24 Wo.)        | 24     |
| Schweiz (IFPI)           | 5 (9 Wo.)         | 9      |

## Coverversionen
Eine deutschsprachige Coverversion von 1980 mit dem Titel Ich sitz’ zwischen zwei Stühlen stammt von Mel Jersey. Weitere Versionen stammen von David Hasselhoff, Bernie Paul, Dieter Hallervorden (Leally Good Feeling), Svenne & Lotta, Ralf Anders (Ich sitz zwischen zwei Stühlen) und Jettie Pallettie (Ik ga jou versieren). Dirk Böhling, Moderator bei Radio Bremen, schuf eine Version auf Plattdeutsch.